# Black Cobra
Black Cobra är ett kriminellt nätverk i Danmark och Sverige. Gänget finns representerat i de flesta större danska städer och har cirka 600 medlemmar. Enligt svensk polis har organisationen också etablerat sig i Sverige med hundratal medlemmar i hela Sverige, främst i Malmö med ett tjugotal medlemmar, men också i Stockholmsförorterna Tensta, Rågsved, Hagsätra, Rinkeby, Skärholmen och  Rissne. Även i Kalmar och Eskilstuna har de etablerat sig i. De är även intresserade av att etablera sig i Karlskrona. I Stockholmsförorterna Solna, Kista och Sollentuna (främst Malmvägen) har de varit aktiva tills 2014 då de drog sig tillbaka för att sedan komma tillbaka 2022. Organisationen har också en supporteravdelning som heter Black Scorpions. Enligt svensk och dansk polis ägnar sig Black Cobra bland annat åt narkotikahandel, utpressning och vapenbrott.
Polisen beskriver Black Cobra som ett löst sammansatt nätverk med starka ledarfigurer.
Personer verksamma inom bilhandeln och i byggbranschen har varit särskilt utsatta för utpressning från Black Cobra. Personer med koppling till Black Cobra har åtalats misstänkta för bland annat mordförsök och övergrepp i rättssak i samband med utpressningsförsök.
Black Cobras medlemmar bär svartvita tröjor med ett emblem på ryggen föreställande en kobra i anfallsställning.
År 2012 rapporterade medier att Black Cobra i Sverige har upplösts och att nätverket inte längre existerar. År 2022 har Black Cobra återuppstått och etablerat sig på flera platser i Sydsverige, bland annat Halmstad, Kalmar, Kristianstad och troligtvis snart Karlskrona 

## Historia
Black Cobra grundades år 2000 i Roskilde i Danmark av irakiska invandrare men idag kommer medlemmarna från många olika länder, bland annat Iran och forna Jugoslavien. Kort därefter börjar Black Cobra betecknas som ett gäng av flera danska medier. En känd gängmedlem som uppges skjutit 57 personer, Mustafa Mohammed, kom till Sverige som invandrare efter Irakkriget. Under de omfattande upploppen i Danmark i februari 2008 hjälpte Black Cobra till att dämpa oroligheterna. Organisationen ansåg nämligen att den starka polisnärvaron störde deras narkotikahandel. I mars 2009 häktades en medlem i Malmö, misstänkt för att ha försökt pressa en företagare på pengar.
I augusti 2009 bekräftade Stockholmspolisen att organisationen hade etablerat sig även i Stockholms södra förorter. Medlemmarna ska främst ha rekryterats i samband med bränderna och upploppen i Rinkeby och Tensta i december 2008.